# ماري ديلون
ماري ديلون (بالإنجليزية: Mary Dillon)‏ هي مغنية بريطانية، ولدت في 16 ديسمبر 1964 في Dungiven ‏ في المملكة المتحدة.

## وصلات خارجية
- الموقع الرسمي
- ماري ديلون على موقع ميوزك برينز (الإنجليزية)
- ماري ديلون على موقع أول ميوزيك (الإنجليزية)
- ماري ديلون على موقع ديسكوغز (الإنجليزية)